# Latridius laevior
Latridius laevior es una especie de coleóptero de la familia Latridiidae.

## Distribución geográfica
Habita en Quebec (Canadá).